# Propiedad (película de 1962)
Propiedad es una película en blanco y negro de Argentina dirigida por Mario Soffici sobre su propio guion escrito en colaboración con Jaime Potenze y Dalmiro Sáenz según el cuento homónimo de este que se estrenó el 13 de junio de 1962 y que tuvo como protagonistas a Graciela Borges, Mario Soffici, Nathán Pinzón y Zelmar Gueñol. Fue el último film que dirigió Soffici.

## Sinopsis
Una hermosa joven que es criticada por las viejas chismosas del pueblo y defendida por un sacerdote generoso, se relaciona amorosamente con un joven huérfano.

## Reparto
- Graciela Borges
- Mario Soffici
- Nathán Pinzón
- Zelmar Gueñol
- Horacio Nicolai
- Juan Carlos Galván
- Tato Bores
- Carlos Gómez
- Nelly Beltrán
- Maurice Jouvet
- Carmen Llambí

## Comentarios
La Nación dijo:

”Un relato amable, convencional, narrado con agilidad, y sobre todo, desprovisto de esa carga de presuntuosidad, que por desgracia se ha tornado frecuente entre nosotros…una muy grata comedia.”

Homero Alsina Thevenet opinó del filme:

”El resultado es muy menor, se parece a los films argentinos de 1937…Las situaciones son convencionales, los diálogos son excesivos, las imágenes son poco elocuentes y todo el producto respira el aire falso de esas comedias pueblerinas que se inventan y que no se observan.”

El crítico de El Mundo escribió:

”El enfoque social que en el relato de Dalmiro Sáenz primaba, invitaba al drama, a la frase engolada, a la postura teatral…tentación por la que afortunadamente Soffici no se dejó arrastrar.”